# Pieter Pepers

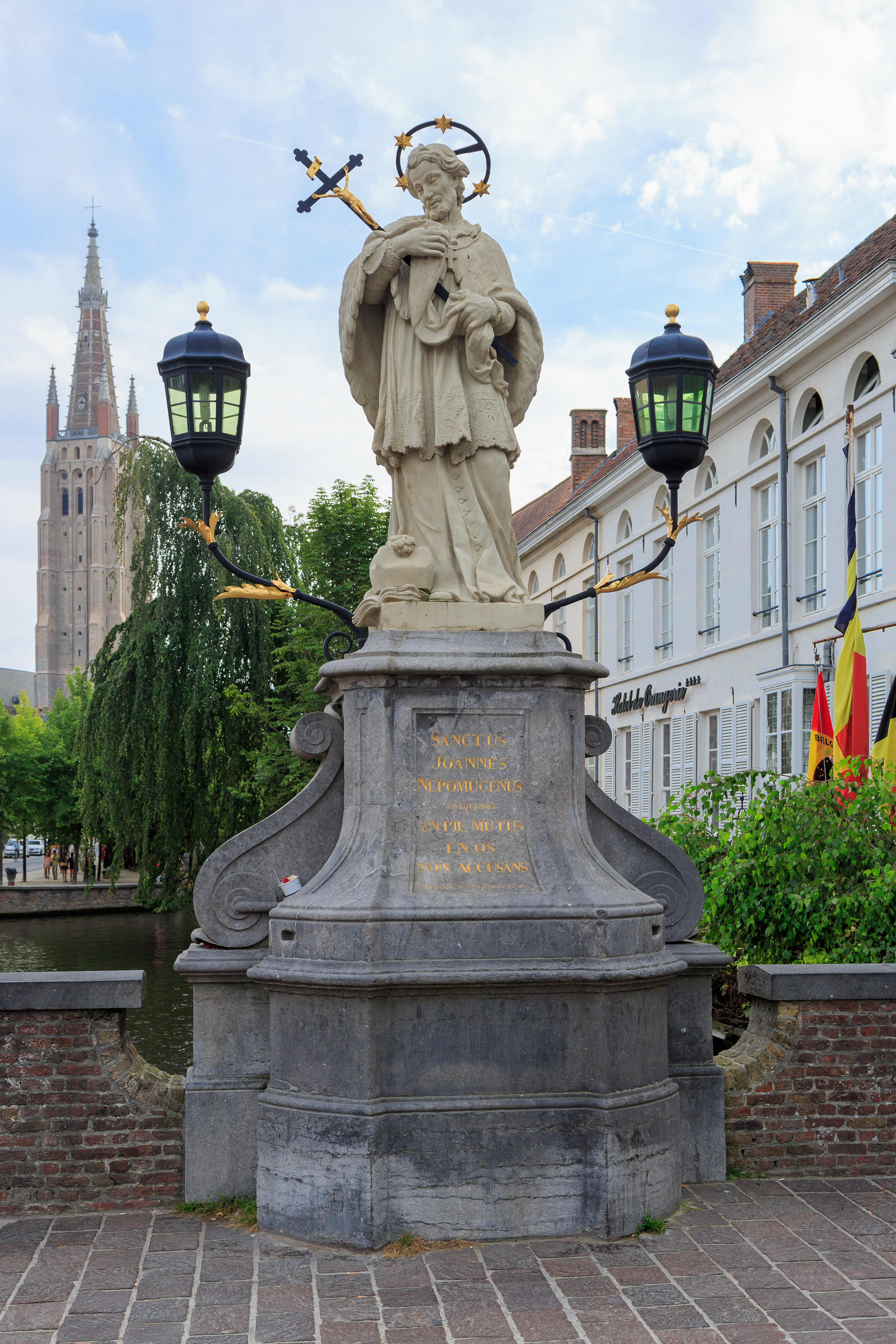
Standbeeld Johannes Nepomucenus in Brugge door Pieter Pepers

Pieter Pepers (Brugge, 10 oktober 1730 – aldaar, 28 juni 1785) was een Zuid-Nederlandse beeldhouwer.

## Levensloop
Pieter was een zoon van Franciscus Pepers en Magdalena van Hesen. Hij studeerde aan de Academie voor Schone Kunsten Brugge bij kunstschilder Matthijs De Visch en beeldhouwer Pieter Van Walleghem. Daarna trok hij naar Parijs als leerling bij beeldhouwer René-Michel Slodtz (1705-1764), zoon van een geboren Antwerpenaar. Samen met hem werkte hij aan de gevel van de Saint-Sulpicekerk in Parijs. Hij maakte ook een marmeren 'Cupido' voor Madame de Pompadour.
Vanaf 1759 was hij weer in Brugge. Hij trouwde er met Joanna Commyn en ze hadden drie zoons: Pieter (1761–1794), Theodorus (1762) en Augustinus (1765–1843). De oudste zoon, Pieter Pepers jr., werd ook beeldhouwer. Nadat zijn vrouw in 1767 overleed, hertrouwde Pepers senior in 1768 met Anne-Marie Canneel (°1730).
In 1779 werd hij verkozen in het bestuur van de Kunstacademie.

## Werken

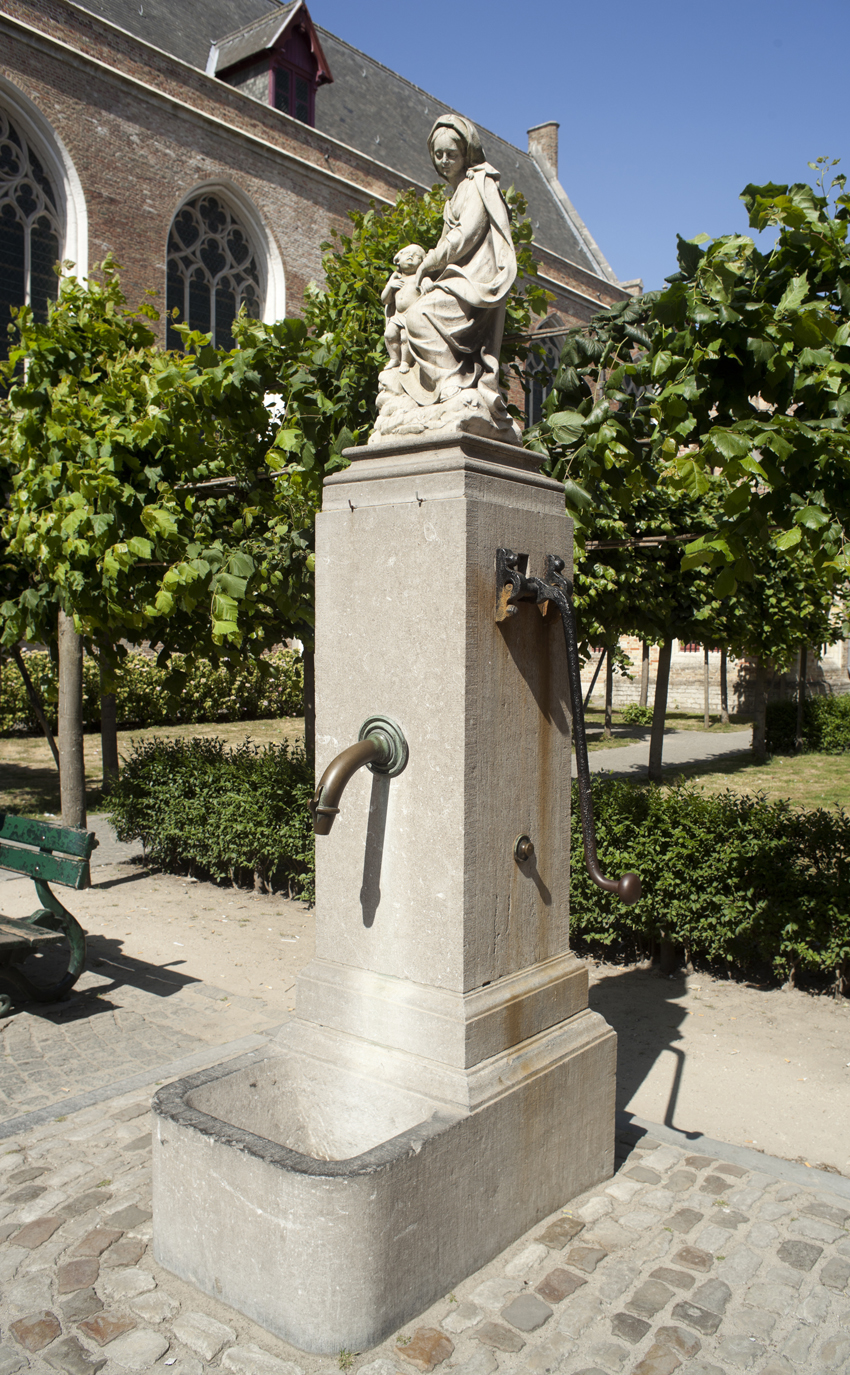
Maria met kind boven waterpomp aan de O.L.Vrouwekerk in Brugge

Pepers beeldhouwde hoofdzakelijk in steen, minder vaak in marmer of terracotta. Van hem zijn bekend:
- Leeuw en beer met het wapen van Brugge boven op een Pomp op de Eiermarkt (1761).
- De heiligen Petrus en Paulus, nu op het voormalig kerkhof van de Sint-Salvatorskathedraal (1765).
- de heilige Johannes Nepomucenus op de Dyverbrug (1767).
- Samsom bestrijdt de leeuw, in de tuin van kasteel Rooigem (1768).
- Engel met wapenschild in de Sint-Niklaaskerk, Gent (1770).
- Ferdinand Verbiest in de tuin van het kasteel Rooigem (1772).
- Christus geeft de sleutels aan Petrus, in de Sint-Bartholomeuskerk, Geraardsbergen (1772).
- Onze-Lieve-Vrouw met kind, in de Sint-Salvatorskathedraal (1776).